# Sadrata
Sadrata fou una població d'Algèria fundada pel darrer imam rustúmida el 909 a 8 km al sud-oest de Ouargla, després que els fatimites van destruir el principat de Tahert (Tahart, Tiaret). Va quedar destruïda el 1074.